# 闫景李家大院
李家大院，位于山西省运城市万荣县南部边缘毗邻临猗县的高村镇阎景村，是中华人民共和国全国重点文物保护单位之一。

## 历史
李家大院创建于清道光年间，为著名晋商李氏所建。李氏原本复姓相里，在明永乐年间，由陕西韩城县逃荒至山西万泉县，耕读传家，至第十三代李文炳兄弟转而经商，渐成巨富，以广行慈善著称。1949年以后，大院改为学校等用途。2006年由运城市政府恢复。 

## 建筑
李家大院占地125亩，原有院落20组，房屋230间，现存院落11组，房屋146间，另有祠堂、花园等，是全国众多富有地方特色民居中的一朵奇葩。与乔家大院、王家大院并称为“晋商三蒂莲”，素有“乔家看名，王家看院，李家看善”之说。
李家大院整个建筑为竖井式聚财型四合院，以晋南民居风格为主，其建筑的砖雕、石雕、木雕及铁艺等饰品，形象生动地体现了晋南的民俗和文化特点，同时又吸纳了南方的徽式建筑风格，建起高大的防火马头墙。又因李子用留学英国，娶英国女子麦克蒂伦为妻，部分院落为欧洲“哥特式”建筑风格，从而又呈现出中西文化交流融合的艺术特点。
- 自明堂：留学英国的西院院主、李家第十五代李道行（字子用）的住所，中西合璧，融合哥特式建筑风格。
- 百善影壁：上有365个不同字体的砖雕善字，寓意一年365天天天行善。
- 私塾院：第十六代李大辅建于1935年，月亮门采用日式推拉式木门，七层镂空仿木砖雕极为精美华丽。门内有珍贵的指书砖雕对联“知道诗人赋绸缪；止邱黄鸟叶绵蛮”。
- 同顺堂：创建于1931年，建有夹层墙。
- 同德堂：第十五代李道升宅院。创建于民国10年，建有徽式风格的马头墙。
- 信溥堂：李道荣宅院。建有夹层墙。
- 功德堂：
- 同福堂：门楼仿哥特式建筑。
- 放赈楼：
- 李氏宗祠

## 保护
2004年6月10日，李家大院公布为山西省文物保护单位，编号4-212。
2013年3月，李家大院由国务院公布为第七批全国重点文物保护单位，古建筑类，编号7-0909-3-207。